# 德里 (科羅拉多州)
德里（英語：Delhi）是位於美國科羅拉多州拉斯阿尼馬斯縣的一個非建制地區。該地的面積和人口皆未知。

## 地理
德里的座標為37°12′58″N 104°01′06″W / 37.21611°N 104.01833°W，而該地的平均海拔高度為1550米（即5090英尺）。